# Villareal (Samar)
Villareal (Bayan ng Villareal) är en kommun i Filippinerna. Kommunen tillhör provinsen Samar och ligger på ön med samma namn. Folkmängden uppgår till 23 604 invånare.

## Barangayer
Villareal är indelat i 38 barangayer.
| - Banquil - Bino-ongan - Burabod - Cambaguio - Canmucat - Villarosa Pob. (Campiatot) - Conant - Guintarcan - Himyangan - Igot - Inarumbacan - Inasudlan - Lam-awan | - Lamingao - Lawa-an - Macopa - Mahayag - Malonoy - Mercado (Pob.) - Miramar (Pob.) - Nagcaduha - Pacao - Pacoyoy - Pangpang - Plaridel - Central (Pob.) | - Polangi - San Andres - San Fernando - San Rafael (Buaya) - San Roque - Santa Rosa - Santo Niño - Soledad (Pob.) - Tayud (Pob.) - Tomabe - Ulayan - Patag |